# Kail Piho
Kail Piho (* 28. Mai 1991 in Võru) ist ein estnischer nordischer Skisportler, der in der Nordischen Kombination und im Skispringen aktiv ist.

## Werdegang

### Nordische Kombination
Piho begann im Alter von sieben Jahren mit dem Skisport und gab sein internationales Debüt als Kombinierer im B-Weltcup der Nordischen Kombination im März 2007 in Kuusamo. Bereits in seinen ersten beiden Wettbewerben erreichte er die Punkteränge. Zu Beginn der Saison 2007/08 konnte er an diesen Erfolg nicht mehr anknüpfen. Bei den Nordischen Junioren-Skiweltmeisterschaften 2008 in Zakopane landete Piho im Einzel von der Normalschanze auf dem 38. Platz. Mit der Mannschaft erreichte er Rang 12, bevor er im Sprint den 27. Platz belegte. Im März 2008 gelang ihm in Eisenerz wieder der Sprung in die Punkteränge des B-Weltcups.
Zu Beginn der Saison 2008/09 gab Piho am 23. November 2008 sein Debüt im Weltcup der Nordischen Kombination. In Kuusamo verpasste er dabei in beiden Weltcup-Wettbewerben die Punkteränge deutlich. Daraufhin ging er im Dezember zurück in den B-Kader und startete wieder im zwischenzeitlich zum Continental Cup umbenannten B-Weltcup. Bereits in seinem ersten Continental in Park City erreichte er als Neunter ein Ergebnis unter den besten zehn. Jedoch konnte Piho in den folgenden Wochen und Monat diese Leistung nicht konstant halten.
Bei den Nordischen Junioren-Skiweltmeisterschaften 2009 in Štrbské Pleso erreichte er in den Einzelwettbewerben Rang 29 über 5 km und Rang 24 über 10 km. Mit der Mannschaft kam er nicht über Rang 11 hinaus. Nach einem erfolglosen Weltcup-Start in Klingenthal reiste Piho als Mannschaftsmitglied zur Nordischen Skiweltmeisterschaft 2009 in Liberec. Im Massenstart, dem ersten Kombinations-Wettbewerb der Weltmeisterschaft, landete er auf dem 49. Platz. Im Einzel von der Normalschanze erreichte Piho den 44. und von der Großschanze den 40. Platz.
Zu Beginn der Weltcup-Saison 2009/10 gehörte Piho fest zum A-Kader und startete im Weltcup. Jedoch blieb er bis Oberhof im Januar ohne Punkterfolg. Darauf kam er in Otepää zurück in den Continental Cup, konnte sich jedoch auch dort nicht durchsetzen. Bei den Nordischen Junioren-Skiweltmeisterschaften 2010 in Hinterzarten konnte sich Piho im Vergleich zu den Vorjahren leicht steigern. So landete er im Einzel über 5 km zwar nur auf dem 44. Platz, konnte aber über 10 im Rang 19 erreichen. Mit der Mannschaft erreichte er den siebenten Platz.
In den folgenden Monaten gelang es Piho nur selten im Continental Cup in den Punkterängen zu landen. Bei den Nordischen Junioren-Skiweltmeisterschaften 2011 in Otepää erreichte er im Einzel über 10 km den 12. Platz. Über 5 km reichte es für ihn nur zu Rang 22. Direkt im Anschluss reiste er mit der A-Nationalmannschaft zur Nordischen Skiweltmeisterschaft 2011 nach Oslo. Mit Rang 34 im Einzel von der Normalschanze und Rang 33 von der Großschanze blieb er auch dort ohne Chance auf eine gute Platzierung. Mit der estnischen Mannschaft landete er auf Rang 12. Nachdem Piho auch bei den letzten Saison-Weltcups in Lahti ohne Punkterfolg geblieben war, beendete er die Saison ohne Platzierung im Gesamtweltcup.
Bei den Estnischen Meisterschaften 2011 in der Kombination gewann Piho im Einzel von der Normalschanze sowie im Teamsprint die Goldmedaille.
Beim Sommer-Grand-Prix 2011 gelang ihm in Liberec erstmals der Gewinn von Punkten in einem A-Serie-Wettbewerb. Zu Beginn der Saison 2011/12 erreichte er mit Rang 18 im Teamsprint von Seefeld in Tirol erstmals ein Top-20-Platz im Weltcup. Im Einzelweltcup von Chaux-Neuve im Januar 2012 verpasste er als 31. seine ersten Einzelweltcup-Punkte nur knapp. Im Februar gelang es Piho erstmals den zweiten Durchgang zu erreichen. Mit dem erreichten 29. Platz erreichte er auch seine ersten Weltcup-Punkte. Auch in Lahti gewann er Weltcup-Punkte. Damit beendete er die Saison auf dem 58. Platz der Weltcup-Gesamtwertung.
Im Sommer-Grand-Prix 2012 erreichte er mit Rang 18 in Oberstdorf seine beste Einzelplatzierung in der höchsten Wettbewerbsklasse. Zu Beginn der Saison 2012/13 erreichte Piho beim Penalty Race in Lillehammer Platz 16. Auch in Kuusamo landete er mit dem Team auf dem 16. Platz. Im Januar 2013 konnte er in Seefeld in Tirol wieder die Punkteränge erreichen. Auch bei den folgenden Weltcups in Klingenthal und Sotschi gelang ihm dies.
Bei der Nordischen Skiweltmeisterschaft 2013 im italienischen Val di Fiemme erreichte Piho in den Einzelwettbewerben von der Normalschanze Rang 28 und von der Großschanze Rang 27. Im Teamwettbewerb von der Normalschanze landete er mit der Mannschaft auf dem 11. Platz. Beim Teamsprint von der Großschanze erreichte er gemeinsam mit Han-Hendrik Piho Rang 10.

### Skispringen
Seinen einzigen und internationalen Wettbewerb als Spezialspringer bestritt Piho am 12. März 2011 in Lahti beim Teamspringen im Skisprung-Weltcup. Mit der Mannschaft erreichte er Rang neun. Drei Jahre zuvor am 23. August 2008 wurde Piho vom Verband bereits einmal zu einem Springen im FIS-Cup nominiert, startete aber nicht.
Mit der Mannschaft startete Piho zwischen 2009 und 2013 auch bei den Estnischen Meisterschaften im Skispringen und gewann im Winter wie auch im Sommer diverse Medaillen, jedoch keinen Titel.

## Erfolge

### Weltcup-Statistik
Die Tabelle zeigt die erreichten Platzierungen im Einzelnen.
- Platz 1.–3.: Anzahl der Podiumsplatzierungen
- Top 10: Anzahl der Platzierungen unter den ersten zehn
- Punkteränge: Anzahl der Platzierungen innerhalb der Punkteränge
- Starts: Anzahl gelaufener Rennen in der jeweiligen Disziplin

| Platzierung                | Einzel a | Sprint | Massenstart | Team   | Team    | Gesamt |
| Platzierung                | Einzel a | Sprint | Massenstart | Sprint | Staffel | Gesamt |
| -------------------------- | -------- | ------ | ----------- | ------ | ------- | ------ |
| 1. Platz                   |          |        |             |        |         |        |
| 2. Platz                   |          |        |             |        |         |        |
| 3. Platz                   |          |        |             |        |         |        |
| Top 10                     |          |        |             |        |         |        |
| Punkteränge                | 8        |        |             |        | 8       | 16     |
| Starts                     | 37       |        |             |        | 8       | 45     |
| Stand: Ende Saison 2012/13 |          |        |             |        |         |        |